# Michael Beach
Pour les articles homonymes, voir Beach.
Michael Beach est un acteur américain, né le 30 octobre 1963 à Roxbury (Massachusetts).
Il est surtout connu pour avoir interprété Al Boulet, le mari de Jeanie Boulet dans les  séries Urgences et Monte « Doc » Parker dans New York 911, séries produites par John Wells. Plus récemment, il a interprété Charles Pike dans la série post-apocalyptique Les 100.

## Biographie
Michael Anthony Beach a des origines cap-verdiennes.
Il a étudié dans l'école « Noble & Greenough » à Dedham (Massachusetts). Après ses études secondaires, il est admis à l'école Juilliard à New York et eu des rôles à Broadway et dans des théâtres régionaux, avant de partir à Los Angeles dans des productions théâtrales comme Ascension Day et Beaucoup de bruit pour rien.

## Filmographie

### Cinéma

#### Longs métrages
- 1986 : Streets of Gold de Joe Roth : Sonny
- 1987 : End of the Line de Jay Russell : Alvin
- 1987 : Suspect dangereux (Suspect) de Peter Yates : Le surveillant du parking
- 1988 : In a Shallow Grave de Kenneth Bowser : Quintus Pearch
- 1989 : L'Incroyable Défi (Lean on Me) de John G. Avildsen : Monsieur Darnell
- 1989 : Abyss de James Cameron : Barnes
- 1990 : Affaires privées (Internal Affairs) de Mike Figgis : Dorian Fletcher
- 1990 : Cadence de Martin Sheen : Webb
- 1991 : Passeport pour le futur (Late for Dinner) de W.D. Richter : Dr David Arrington
- 1991 : Guilty as Charged de Sam Irvin : Hamilton
- 1992 : Un faux mouvement (One False Move) de Carl Franklin : Lane "Pluto" Franklin
- 1993 : True Romance de Tony Scott : Wurlitzer
- 1993 : Short Cuts de Robert Altman : Jim Stone
- 1993 : Hit List (The Hit List) de William Webb : Détective Akin
- 1995 : Duo mortel (Bad Company) de Damian Harris : Tod Stapp
- 1995 : Où sont les hommes ? (Waiting to Exhale) de Forest Whitaker : John Harris, Sr.
- 1995 : White Man de Desmond Nakano : Un policier à l'extérieur du bar
- 1996 : La Couleur du destin (A Family Thing) de Richard Pearce : Virgil
- 1997 : Soul Food de George Tillman Jr. : Miles
- 1997 : Mortelle protection (Casualties) d'Alex Graves : Clark Cooper
- 1998 : Johnny Skidmarks de John Raffo : Mike
- 1999 : Fausse Donne (Made Men) de Louis Morneau : Miles
- 1999 : Sacrifié (Asunder) de Tim Reid : Michael Hubbs
- 2002 : Crazy as Hell d'Eriq La Salle : Ty Adams
- 2006 : Lenexa, 1 Mile de Jason Wiles : Paddy
- 2006 : Magic Baskets 2 (Like Mike 2: Streetball) de David Nelson : Jerome Jenkens Sr.
- 2008 : Le Gospel du bagne (First Sunday) de David E. Talbert : Deacon
- 2008 : En route pour l'enfer (Hell Ride) de Larry Bishop : Un homme
- 2009 : Pastor Brown de Rockmond Dunbar : Avery Callagan
- 2009 : Play Dead de Jason Wiles : Devon
- 2012 : David E. Talbert Presents: A Fool and His Money de David E. Talbert :
- 2012 : L'Aube rouge (Red Dawn) de Dan Bradley : Maire Jenkins
- 2012 : Sparkle de Salim Akil : Révérend Bryce
- 2013 : Broken City d'Allen Hughes : Tony Jansen
- 2013 : Insidious: Chapitre 2 (Insidious: Chapter 2) de James Wan : Détective Sendal
- 2013 : 500 MPH Storm de Daniel Lusko : Simon Caprisi
- 2013 : Scrapper de Brady Hall : Hollis Wallace
- 2013 : Assassins Tale de Arthur Louis Fuller : Roman
- 2013 : Things Never Said de Charles Murray : Will Jackson
- 2015 : L'église du scandale (Megachurch Murder) de Darin Scott : Clay King
- 2015 : The Submarine Kid d'Eric Bilitch : Marc
- 2016 : Traque à Boston (Patriots Day) de Peter Berg : Deval Patrick
- 2016 : Comment se remettre d'un chagrin d'amour (The Bounce Back) de Youssef Delara : Lester
- 2017 : No Postage Necessary de Jeremy Culver : Harry
- 2017 : Parker's Anchor de Marc Hampson : Clinton
- 2018 : Peur bleue 2 (Deep Blue Sea 2) de Darin Scott : Carl Durant
- 2018 : Si Beale Street pouvait parler (If Beale Street Could Talk) de Barry Jenkins : Frank Hunt
- 2018 : Aquaman de James Wan : Jesse Kane, le père de Black Manta
- 2019 : Le Bout du monde (Rim of the World) de McG : Général George Khoury
- 2019 : Sunny Daze de Jason Wiles : Mickey
- 2019 : A Cold Hard Truth de Charles Murray : Kenneth Little
- 2019 : Foster Boy de Youssef Delara : Bill Randolph
- 2020 : Bloodline (Inheritance) de Vaughn Stein : Harold Thewlis
- 2020 : Superintelligence de Ben Falcone : Général Saul Gomez
- 2021 : La Proie (Midnight in the Switchgrass) de Randall Emmett : Détective Yarbrough
- 2021 : The Harder They Fall de Jeymes Samuel : Le père de Nat Love
- 2021 : Real Talk de Preston A. Whitmore II : Père Daniels
- 2022 : Immanence de Kerry Bellessa : Jonah
- 2023 : Saw X de Kevin Greutert : Henry Kessler
- 2023 : I'll Be Right There de Brendan Walsh : Albert
- 2024 : Shelby Oaks de Chris Stuckmann : Détective Burke

#### Courts métrages
- 1996 : Dr Hugo de Kasi Lemmons : Hobbs
- 1998 : A Room Without Doors de Mel Donalson : Dee
- 2013 : The Exchange de Robert L. Poole : Howard
- 2014 : Only Light d'Evita Castine : Roy
- 2021 : Unspoken de Richard Zelniker : Dr Berman

### Télévision

#### Séries télévisées

##### Années 1990
- 1989 : The Street : Shepard Scott
- 1989 : ABC Afterschool Specials : Jake
- 1990 : Shannon's Deal : Monty Coles
- 1991 : Gabriel Bird : Michael Austin
- 1991 : Code Quantum : Nathaniel Simpson
- 1991 : Veronica Clare
- 1993 : Walker, Texas Ranger : Randy Warren
- 1994 : South Central : Isaiah
- 1994 : New York Police Blues (NYPD Blue) : Officier Frank Quint
- 1994 : La loi de la Nouvelle Orléans (Sweet Justice) : Jonah
- 1994 - 1995 : Au cœur de l'enquête (Under Suspicion) : Inspecteur Desmond Beck
- 1995 : Les anges du bonheur (Touched by an Angel) : Sam Mitchell
- 1995 - 1997 : Urgences (ER) : Al Boulet
- 1995 / 2022 : New York, police judiciaire (Law and Order) : Mr Elliot / Brian Harris
- 1999 : Spawn : Terry Fitzgeral (voix)
- 1999 - 2005 : New York 911 (Third Watch) : Monte "Doc" Parker
- 2004 : New York, unité spéciale (Law and Order: Special Victims Unit) : Andy Abbott, substitut du procureur
- 2004 - 2006 : La Ligue des justiciers (Justice League Unlimited) : Mister Terrific / Michael Holt / Le diable / Ray / Billy (voix)
- 2006 : Brothers and Sisters : Noah Guare
- 2006 : FBI : Portés disparus (Without a Trace) : Chuck Barr
- 2007 : Shark : Lester Spence
- 2007 : Esprits criminels (Criminal Minds) : Père Marks
- 2007 - 2009 : Stargate Atlantis : Colonel Abraham Ellis
- 2009 : The Cleaner : Lonnie Simon
- 2009 : Numb3rs : Len Walsh
- 2009 : Soul : Isaiah
- 2010 : Lie to Me : James
- 2010 - 2014 : Sons of Anarchy : Taddarius Orwell "T.O." Cross
- 2011 : Grey's Anatomy : Mr Baker
- 2011 : Criminal Minds: Suspect Behavior : Détective Wayne Sanderson
- 2011 : The Closer : L.A. enquêtes prioritaires (The Closer) : Coach Rich Carr
- 2011 - 2015 : The Game : Roger Keith
- 2012 : NCIS : Enquêtes spéciales (NCIS) : Détective Robert Flowers
- 2012 : A Gifted Man : Nicky Davis
- 2013 : Southland : Détective Williams
- 2013 : The Client List : Harold Clemens
- 2014 : Crisis : Olsen, directeur du FBI
- 2014 : Racquetball : Carlsbad
- 2015 : Secrets and Lies : Arthur Fenton
- 2015 : Blacklist (The Blacklist) : Brad Marking
- 2015 : Battle Creek : Larry Duncan
- 2015 : Les Experts (CSI: Crime Scene Investigation) : Harbor Patrol SD Scinta
- 2016 : Hit The Floor : James Howard
- 2016 : Pitch : Bill Bake
- 2016 : Blue Bloods : Agent Adam Parker
- 2016 / 2019 : Les 100 (The 100) : Charles Pike
- 2017 : Scorpion : Sandhog
- 2017 : Doubt : Jacob War
- 2017 : L'Arme fatale (Lethal Weapon) : Bryan Graves
- 2017 : Dynastie (Dynasty) : Capitaine Aaron Stansfield
- 2017 - 2022 / 2024 : S.W.A.T : Leroy Henderson
- 2018 : Unsolved : Détective Kelly Cooper
- 2018 : Animal Kingdom : L'avocat de Smurf
- 2018 - 2019 : For The People : Douglas Delap
- 2018 - 2019 / 2021 / 2024 : The Rookie : Le Flic de Los Angeles (The Rookie) : Commandant Percy West
- 2019 : Swamp Thing : Nathan Ellery
- 2019 : Chicago Police Department (Chicago P.D.) : Darius Walker
- 2019 : Barry : Un policier
- 2019 - 2020 : All Rise : Rick Kramer
- 2019 - 2021 : Truth Be Told : Le Poison de la vérité (Truth Be Told) : Ingram Rhoades
- 2020 : Stumptown : Major Elders
- 2020 : SEAL Team : Ryan Walker, l'aumônier
- 2020 : Cherish the Day : Ben
- 2020 : Two Degrees : Mike
- 2021 : Mayor of Kingstown : Capitaine Kareem Moore
- 2022 : Monstres : Dennis Murphy
- 2022 - 2023 : Kingdom Business : Calvin Jordan
- 2022 - 2024 : Tulsa King : Mark Mitchell
- 2024 : Dead Boy Detectives : Tragic Mick
- 2024 : Un couple parfait (The Perfect Couple) : Lieutenant Dan Carter
- 2024 : Secret Level : Nik Hanson (voix)
- 2025 : New York, police judiciaire : Brian Harris (saison 24, épisode 10)

#### Téléfilms
- 1986 : Vengeance, l'histoire de Tony Cimo (Vengeance: The Story of Tony Cimo) de Marc Daniels : Rudolph Tyner
- 1988 : Commando Weekend (Weekend War) de Steven Hilliard Stern : Wiley
- 1988 : Open Admissions de Gus Trikonis : Calvin
- 1990 : Dangerous Passion de Michael Miller : Steve
- 1991 : Piège de feu (Fire: Trapped on the 37th Floor) de Robert Day : Perez
- 1993 : Final Appeal d'Eric Till : Détective Thorne
- 1994 : K2010: L'Arme du futur (Knight Rider 2010) de Sam Pillsbury : Marshal Will McQueen
- 1994 : L'amour poursuite (Midnight Run for Your Life) de Daniel Sackheim : Pemberton
- 1995 : Portrait dans la nuit (Sketch Artist II: Hands That See) de Jack Sholder : George
- 1996 : L'Étoile du Bronx (Rebound: The Legend of Earl "The Goat" Manigault) d'Eriq La Salle : Legrand
- 1997 : Le Noël de Ms. Scrooge (Ms. Scrooge) de John Korty : Révérend Luke
- 1998 : Le Combat de Ruby Bridges (Ruby Bridges) d'Euzhan Palcy : Abon Bridges
- 2002 : Ultime pouvoir (Critical Assembly) d'Eric Laneuville : Agent Winston, FBI
- 2008 : Stargate : L'Arche de vérité (Stargate: The Ark of Truth) : Colonel Abraham Ellis
- 2009 : Une si longue absence (Relative Stranger) de Charles Burnett : James Clemons
- 2011 : Natalee Holloway : Justice pour ma fille (Natalee Holloway) de Stephen Kay : Agent Delaney
- 2013 : Partitions amoureuses (Notes from Dad) d'Eriq La Salle : Manny Gauza

## Voix francophones
En France, Frantz Confiac est la voix régulière de Michael Beach, le doublant depuis 2001. Thierry Desroses et Serge Faliu l'ont également doublé respectivement à dix et sept reprises chacun.